# Karol Mossakowski

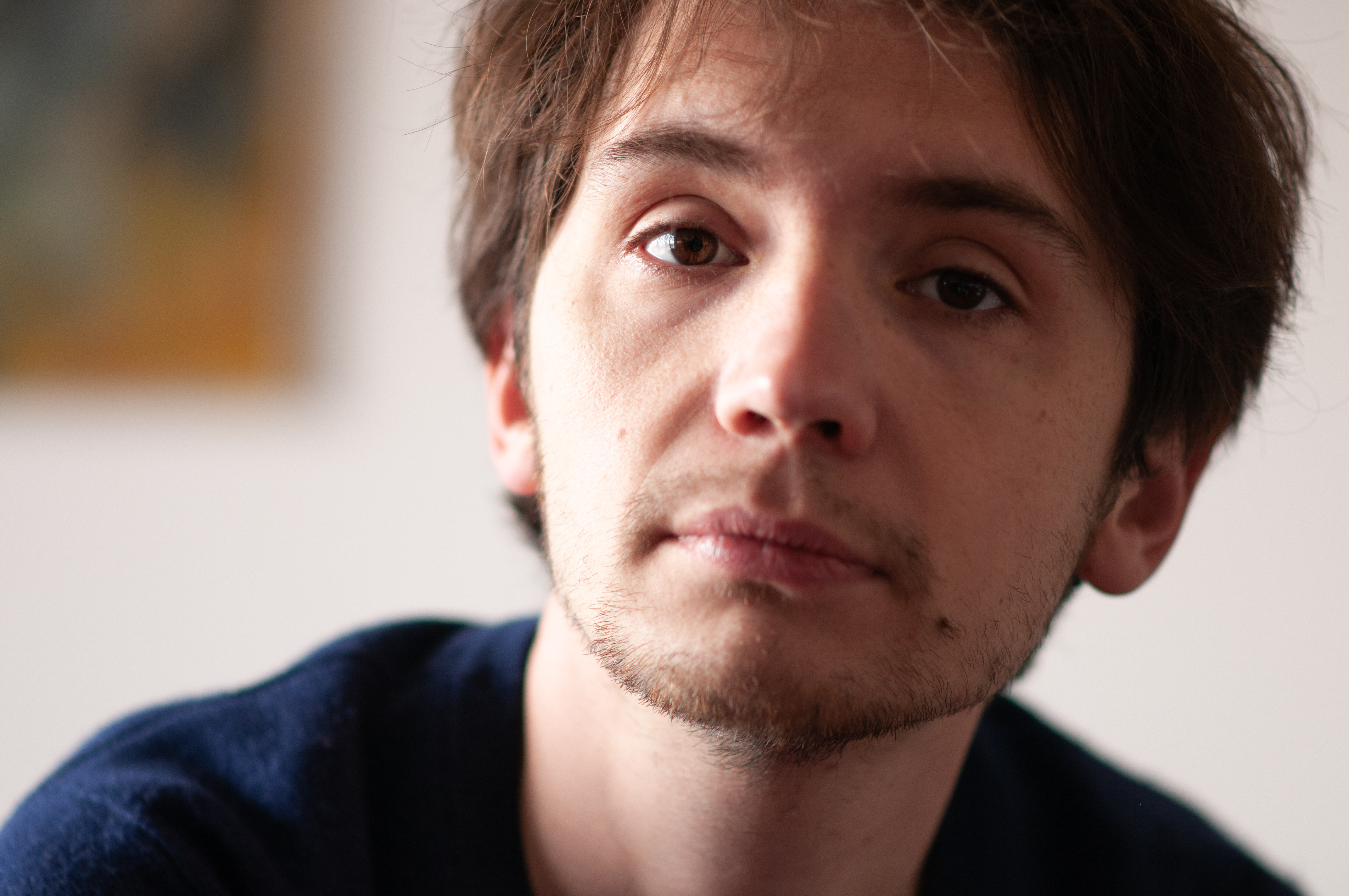
Karol Mossakowski

Karol Mossakowski (* 1990 in Polen) ist ein polnischer Organist.

## Ausbildung
Karol Mossakowski begann als Dreijähriger bei seinem Vater mit dem Musikunterricht für Orgel und Klavier. Nach musikalischen Studien bei Elżbieta Karolak und Jarosław Tarnawski in Polen studierte er am Pariser Konservatorium bei Olivier Latry, Michel Bouvard, Thierry Escaich und Philippe Lefebvre.

## Berufliche Laufbahn
2014 wurde er zum Young Artist in Residence an der Kathedrale St. Louis King of France in New Orleans ernannt. 2017 wechselte er an die Kathedrale von Lille. Im Februar 2023 wurde er gemeinsam mit Sophie-Véronique Cauchefer-Choplin als Nachfolger von Daniel Roth zum Titularorganisten an St. Sulpice in Paris berufen. Er lehrt als Dozent das Fach Improvisation an der Musikhochschule des Baskenlandes Musikene in San Sebastian in Spanien.

## Preise
- 2009: 1. Preis beim Mendelssohn-Eben-Wettbewerb in Krakau.
- 2010: 1. Preis beim Internationalen Wettbewerb Feliks Nowowiejski in Posen.
- 2010: 1. Preis beim Wettbewerb Romuald Sroczyński in Memoriam in Posen.
- 2013: 1. Preis beim Internationalen Orgelwettbewerb Prager Frühling in Prag.
- 2015: Grand Prix und Publikumspreis beim Internationalen Improvisationswettbewerb André Marechal in Biarritz.
- 2015: Grand Prix und Publikumspreis beim Internationalen Orgelwettbewerb Jean-Louis Florenz in Angers.
- 2016: Grand Prix de Chartres (Grand prix ex aequo)
- 2016: Grand Prix beim Internationalen Improvisationswettbewerb Boëllmann-Gigout in Straßburg.

## Tondokumente
- Rivages. Bach, Mozart, Mendelssohn, Liszt, Improvisations. Orgel von Gerhard Grenzing im Grand Auditorium von Radio France. CD, 2021.